# La Chapelle-Taillefert
La Chapelle-Taillefert ist eine Gemeinde in Frankreich. Sie gehört zur Region Nouvelle-Aquitaine, zum Département Creuse, zum Arrondissement Guéret und zum Kanton Guéret-2.

## Geografie, Infrastruktur
Die angrenzenden Gemeinden sind Saint-Léger-le-Guérétois im Nordwesten, Guéret im Nordosten, Saint-Christophe im Osten, Saint-Éloi im Süden und Saint-Victor-en-Marche im Westen. Die vormalige Route nationale 140 führt über La Chapelle-Taillefert. Die Ortschaft wird von der Gartempe tangiert.

## Bevölkerungsentwicklung
| Jahr      | 1962 | 1968 | 1975 | 1982 | 1990 | 1999 | 2008 | 2018 |
| --------- | ---- | ---- | ---- | ---- | ---- | ---- | ---- | ---- |
| Einwohner | 350  | 319  | 261  | 257  | 310  | 353  | 370  | 428  |

## Persönlichkeiten
- Pierre de La Chapelle-Taillefert, † 12. Mai 1312, Erzbischof von Toulouse, wurde am 15. Dezember 1305 von Papst Clemens V. zum Kardinal ernannt. Siehe auch Liste der Kardinalskreierungen Clemens’ V.
- Léonce-Pierre Manouvrier (1850–1927), Anthropologe